# حوج القراص (بعدان)

تعديل مصدري - تعديل

حوج القراص محلة تابعة لقرية حيضان، التابعة لعزلة المنار بمديرية بعدان إحدى مديريات محافظة إب في الجمهورية اليمنية، بلغ تعداد سكانها 27 حسب تعداد اليمن لعام 2004.